# Laphystia sillersi
Laphystia sillersi là một loài ruồi trong họ Asilidae. Laphystia sillersi được Hull miêu tả năm 1963. Loài này phân bố ở vùng Tân Bắc giới.